# AEL Limassol
A. E. Lemesos (Athlitiki Enosis Loulion - AEL, greacă Αθλητική Ένωσις Λεμεσού - ΑΕΛ, Athletic Union of Lemesos)este un club multi-sport din Cipru cu sediul în Lemesos.
AEL Limassol a participat în multe competiții. În sezonul 2012-13 de UEFA Champions League a ajuns până în play-off unde a întâlnit echipele următoare: Linfield FC, Partizan Belgrad și Anderlecht. A fost învinsă de către Anderlecht cu scorul general de 2-3.

## Europa
- UEFA Europa League
  -  Faza Grupelor (1) : 2013

## Stadion
AEL FC joacă pe Stadionul Tsirion cu o capacitate de 13.331 de locuri.Este un stadion multi-sport, dar în principal este folosit pentru fotbal.Pe acest stadion mai joacă Apollon Limassol și Aris Limassol.